# Gotan Project
Gotan Project je hudební skupina založená v Paříži, která se zpopularizovala žánr elektrotango. Skupinu tvoří Francouz Philippe Cohen Solala, Argentinec Eduarda Makaroff a Švýcar Christoph H. Müller (bývalý člen Touch El Arab).

## Historie
Skupina vznikla v roce 1999, kdy ji založil Phillipe Cohen Solal společně s Eduardem Makaroffem a Christophem H. Müllerem. Jejich prvním singlem byl Vuelvo Al Sur/El Capitalismo Foráneo z roku 2000, který byl jako většina tvorby inspirován argentinským tangem spojeným s elektronickými beaty. V roce 2001 následovala průlomová deska La Revalancha del Tango. V roce 2003 vyhráli cenu BBC v kategorii začínající skupiny, o rok později stanice uvedla jejich live session a vznikla také deska remixů skladeb pod dohledem DJe Gillese Petersona. Jejich posledním albem je Tango 3.0 z roku 2010.

## Zajímavosti
- Píseň Santa maría (del buen ayre) zazněla ve filmu Smím prosit? (2004), kdy na ni hlavní představitelé Jennifer Lopez a Richard Gere tančí vášnivé tango. Stejná píseň doprovázela také film Agent bez minulosti (2002).

## Diskografie
- 2001 La Revancha del Tango
- 2004 Inspiración Espiración
- 2006 Lunático
- 2006 El Norte
- 2010 Tango 3.0

## Videa
- 2005 La Revancha del Tango Live
- 2010 La gloria Archivováno 22. 12. 2014 na Wayback Machine.

## Další interpreti elektronického tanga/neotanga
- Bajofondo (dříve Bajofondo Tango Club)
- Tanghetto
- Otros Aires
- Carlos Libedinsky/Narcotango
- Electrocutango
- Fernando Montemurro
- San Telmo Lounge
- Ultratango
- Pedro Menendez
- Le Tango
- Kompadritoz
- Tango No.9